# Julio Terrazas Sandoval

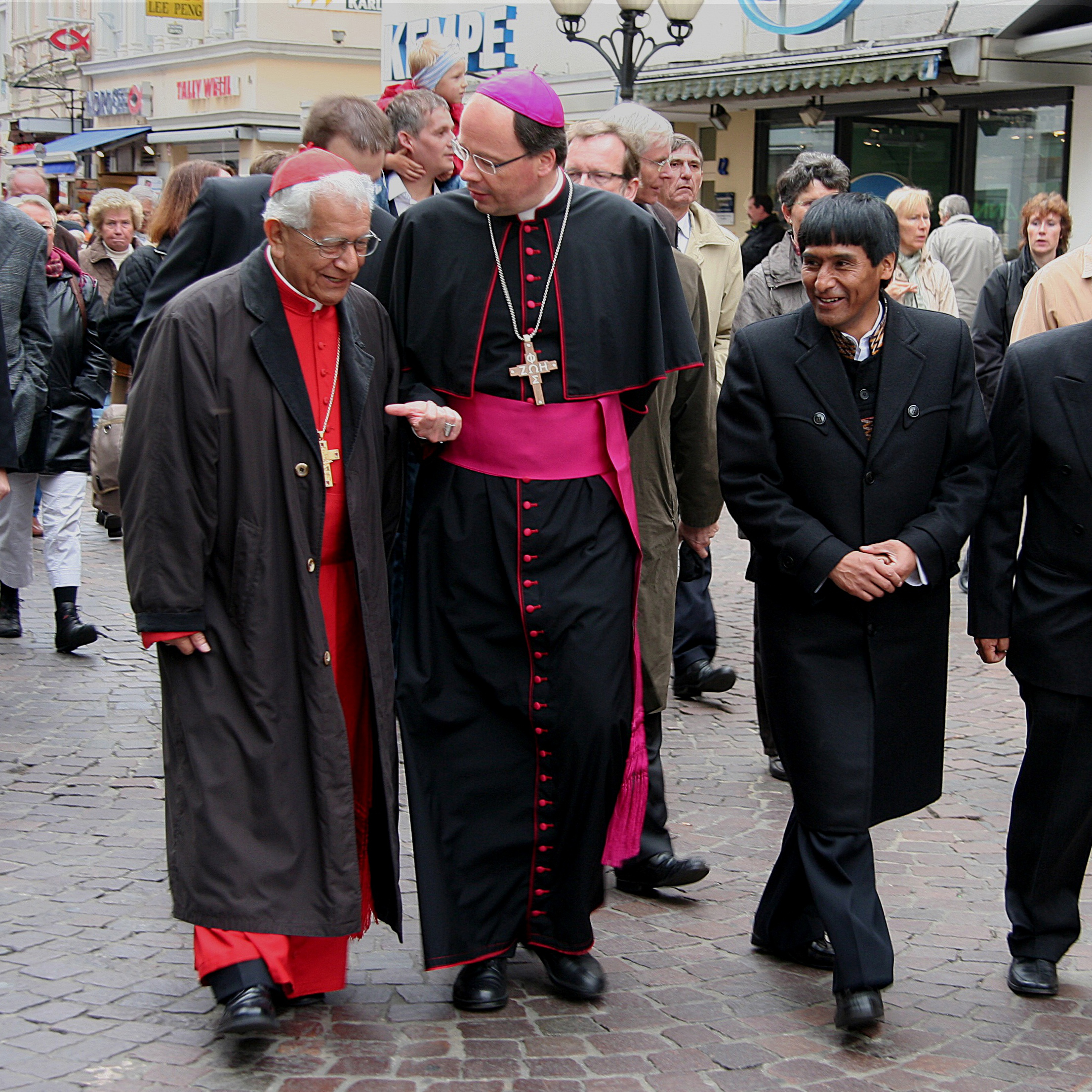
Cardinale Julio Terrazas e Stephan Ackermann, vescovo di Treviri, 2009

Julio Terrazas Sandoval (Vallegrande, 7 marzo 1936 – Santa Cruz de la Sierra, 9 dicembre 2015) è stato un cardinale e arcivescovo cattolico boliviano.

## Biografia
È ordinato sacerdote per la Congregazione del Santissimo Redentore il 29 luglio 1962.
Papa Paolo VI lo elegge vescovo titolare di Apisa Maggiore e ausiliare di La Paz il 15 aprile 1978.
Papa Giovanni Paolo II lo nomina vescovo di Oruro il 9 gennaio 1982 e, il 6 febbraio 1991, lo promuove arcivescovo di Santa Cruz de la Sierra.
Nel 1997 è eletto presidente della Conferenza Episcopale Boliviana, ruolo che ha già ricoperto dal 1985 al 1991.
Papa Giovanni Paolo II lo innalza alla dignità cardinalizia nel concistoro del 21 febbraio 2001.
È membro del Pontificio Consiglio per i Laici e della Pontificia Commissione per l'America Latina.
Papa Francesco accetta la sua rinuncia al governo pastorale dell'arcidiocesi di Santa Cruz de la Sierra per raggiunti limiti di età il 25 maggio 2013.
È deceduto dopo una lunga malattia nella sua abitazione a Santa Cruz de la Sierra il 9 dicembre 2015 alle 19.15 per un attacco di cuore. È sepolto nella cattedrale di Santa Cruz de la Sierra.

## Genealogia episcopale e successione apostolica
La genealogia episcopale è:
- Cardinale Scipione Rebiba
- Cardinale Giulio Antonio Santori
- Cardinale Girolamo Bernerio, O.P.
- Arcivescovo Galeazzo Sanvitale
- Cardinale Ludovico Ludovisi
- Cardinale Luigi Caetani
- Cardinale Ulderico Carpegna
- Cardinale Paluzzo Paluzzi Altieri degli Albertoni
- Papa Benedetto XIII
- Papa Benedetto XIV
- Cardinale Enrico Enriquez
- Arcivescovo Manuel Quintano Bonifaz
- Cardinale Buenaventura Córdoba Espinosa de la Cerda
- Cardinale Giuseppe Maria Doria Pamphilj
- Papa Pio VIII
- Papa Pio IX
- Cardinale Alessandro Franchi
- Cardinale Giovanni Simeoni
- Cardinale Antonio Agliardi
- Cardinale Basilio Pompilj
- Cardinale Adeodato Piazza, O.C.D.
- Cardinale José Clemente Maurer, C.SS.R.
- Cardinale Julio Terrazas Sandoval, C.SS.R.

La successione apostolica è:
- Vescovo Braulio Sáez Garcia, O.C.D. (1987)
- Arcivescovo Sergio Alfredo Gualberti Calandrina (1999)
- Vescovo Stanisław Dowlaszewicz Billman, O.F.M.Conv. (2001)
- Vescovo Bonifacio Antonio Reimann Panic, O.F.M. (2001)
- Vescovo Francisco Javier Del Río Sendino (2006)
- Vescovo Jorge Herbas Balderrama, O.F.M. (2007)
- Vescovo Francesco Focardi, O.F.M. (2007)
- Vescovo Roberto Bordi, O.F.M. (2011)
- Arcivescovo René Leigue Cesari (2013)
- Vescovo Noel Antonio Londoño Buitrago, C.SS.R. (2013)